# Санаторное (Сахалинская область)
Санаторное — село в Сахалинской области России. Подчинено городу Южно-Сахалинску. В рамках организации местного самоуправления входит в городской округ город Южно-Сахалинск.

## География
Расположено в юго-восточной части острова Сахалин, на берегу реки Сусуя, в 18 км к северо-западу от областного центра — города Южно-Сахалинска.
Климат
Находится в местности, приравненной к районам Крайнего Севера.
Как и весь остров Сахалин, входит в зону муссонов умеренных широт. Среднегодовая температура составляет +2,8 °С. Самым холодным месяцем является январь со среднесуточной температурой −12,2 °C, самым тёплым — август со среднесуточной температурой +17,3 °C.
Ввиду высокой влажности уже при температуре воздуха +22 °C в тени становится жарко и душно, комфортно и тепло — при +18 °C — 19 °C.
Расчётная температура наружного воздуха летом +25,7 °C, зимой −14 °C. Продолжительность периода со среднесуточной температурой ниже 0 °C составляет 154 суток, продолжительность отопительного периода 230 суток. Средняя температура наиболее холодной пятидневки −13 °C.).

## История
После перехода Южного Сахалина к Японии в 1905 году по Портсмутскому мирному договору, до 1945 года эта территория относилась к японскому губернаторству Карафуто и называлась Кавакамионсэн (яп. 川上温泉).
После присоединения Южного Сахалина к СССР, с 1945 года населённый пункт в этом месте отсутствовал.
29 декабря 1962 года был образован посёлок в составе Синегорского поссовета Южно-Сахалинского района Сахалинской области РСФСР (Решение облисполкома от 29.12.1962 N 501 «О присвоении наименований вновь возникшим населённым пунктам области»).
26 апреля 2004 года посёлок Санаторный преобразован в село с переименованием в Санаторное.

## Население
| 2002 | 2010 | 2013 | 2021 |
| ---- | ---- | ---- | ---- |
| 680  | ↘673 | ↘657 | ↘441 |

Национальный и гендерный состав
По переписи 2002 года население — 680 человек (311 мужчин, 369 женщин). Преобладающая национальность — русские (90 %).

## Инфраструктура
Курорт.
Основными лечебными факторами санатория «Синегорские минеральные воды» являются углекислая гидрокарбонатно-хлоридная натриевая вода, отличающаяся высоким содержанием мышьяка до 60-70 мг/л и привозная сульфидная лечебная грязь с озера Изменчивое. Санаторий производит реабилитацию больных после инфаркта миокарда, инсульта и операций на сердце, долечивание после операций холецистэктомии и резекции желудка. До 2013 года санаторий находился на капитальном ремонте.

## Транспорт
Доступен автотранспортом.